# ヴィルヘルム (マインツ大司教)
マインツ大司教ヴィルヘルム（929/30年 - 968年3月2日）は、マインツ大司教（在位：954年 - 968年）。神聖ローマ皇帝オットー1世の庶子。
オットー1世が最初の妃エドギタと結婚する前に、捕虜のスラブ人女性との間にもうけた庶子である。母親は、928年または929年のヘヴェル族との戦いの際に捕虜となった族長トゥグミールの姉妹と考えられている。954年、マインツ大司教フリードリヒの死後、大司教位に就いた。コルヴァイのヴィドゥキントによると、「知恵と賢明さを兼ね備え、敬虔で誰に対しても好意的に振る舞う人物」であったという。

## 引用
1. ↑  コルヴァイのヴィドゥキント、p. 255、注釈184
2. ↑  コルヴァイのヴィドゥキント、p. 252